# Conrado & Aleksandro
Conrado & Aleksandro foi uma dupla de sertanejo universitário formada em 2003 em Dourados, Mato Grosso do Sul, originalmente por Conrado Bardi de Jesus Bueno (Barretos, 28 de outubro de 1988), o Conrado, e Luiz Aleksandro Talhari Correia (Dourados, 23 de dezembro de 1987 – Miracatu, 7 de maio de 2022), o Aleksandro. João Vitor Moreira Soares (Taubaté, 1 de abril de 1993) ingressou à dupla como Conrado a partir de 2019, permanecendo até o fim da dupla em 2022.
Inicialmente tocando em bares na cidade de Dourados, a dupla desde o início já mostrava entrosamento e vocação para o mercado sertanejo, trazendo não só clássicos do sertanejo, mas também músicas autorais, que começaram a fazer sucesso na região do Mato Grosso do Sul.

## Carreira
A dupla começou a carreira em 2003, e lançou em 2009 o primeiro CD, intitulado Anjo Querido, ao vivo. Já em 2010 a dupla lançou o segundo CD da carreira intitulado de Tour Ao Vivo, que teve destaques com as músicas "Afinal" e "Gravidade Zero". Em 2011 a dupla lançou o primeiro CD gravado pela Som Livre intitulado de Plano B que contou com a participação especial de Luan Santana no single "Certos Detalhes", com regravações de "Afinal", "Gravidade Zero", "Fuso Horário" e "Cubanita". Em 11 de Agosto de 2012 a dupla gravou o seu primeiro DVD Ao Vivo em Maringá, na cidade de Maringá - Paraná, e teve a quarta regravação da música "Afinal" com destaques de "Halls Preto", "Mete Tequila" e "Signos". Em 2014 a dupla gravou seu quinto CD intitulado Lobos que também foi o nome da música principal do CD que contém apenas duas românticas e com regravações de "Quem Nunca?", "Caminhão Pipa" e "Pode Chorar", ninguém ainda sabe o motivo de não terém adicionado a música "Mudar pra Quê?", gravada também em 2014. Em 22 de Outubro de 2015 a dupla gravou o seu segundo DVD, na cidade de Curitiba/PR, com destaques nas musicas " Caminhonete inteira", "Hino dos machos", "Namorar não vou não", "Bebendo de torneira".
No ano de 2017, lançaram parcerias com  DJ Kévin, a primeira no single "Obrigado Amor", e em agosto do mesmo ano, a segunda parceria no single "Põe No 120" que contou com a participação do locutor de rodeio Marco Brasil Filho, sendo um grande sucesso nos rodeios em Barretos.
Em 21 de fevereiro de 2019, Conrado anuncia em suas redes sociais seu desligamento da dupla após 15 anos de parceria, em seu lugar entra João Vítor Moreira Sales, antigo integrante da dupla Fábio & Rafael, adotando o nome artístico de Conrado.
Conrado seguiu para uma carreira solo adotando o nome Conrado Bueno, seguindo a mesma linha de músicas da dupla, e lançando algumas músicas em suas redes sociais.

## Acidente, falecimento de Aleksandro e fim da dupla
Aleksandro e os músicos Wisley Aliston Roberto Novais, Marzio Allan Anibal e Roger Aleixo Calcagnoto, o roadie/técnico Giovani Gabriel Lopes dos Santos e o técnico de luz Gabriel Fukuda morreram na manhã do dia 7 de maio de 2022, após o ônibus da dupla sofrer um grave acidente no km 402 da Rodovia Régis Bittencourt, na altura do município de Miracatu, em São Paulo. O veículo vinha de Tijucas do Sul e seguia para a cidade paulista de São Pedro, onde os cantores se apresentariam na noite daquele dia. Conrado e o músico Julio Lopes ficaram em observação no Hospital Regional de Registro e Hudson Soares Gonçalves na cidade de Miracatu; todos receberam alta logo depois. A hipótese é que o acidente tenha ocorrido por causa do estouro do pneu esquerdo. Aleksandro deixa a esposa Tatiele Toro, com quem tinha dois filhos: Noah e Maya.

## Álbuns
- Anjo Querido (2009)
- Tour Ao Vivo (2010)
- Plano B (2012)
- Ao Vivo em Maringá (2013)
- Lobos (2014)